# سیارک ۷۵۷

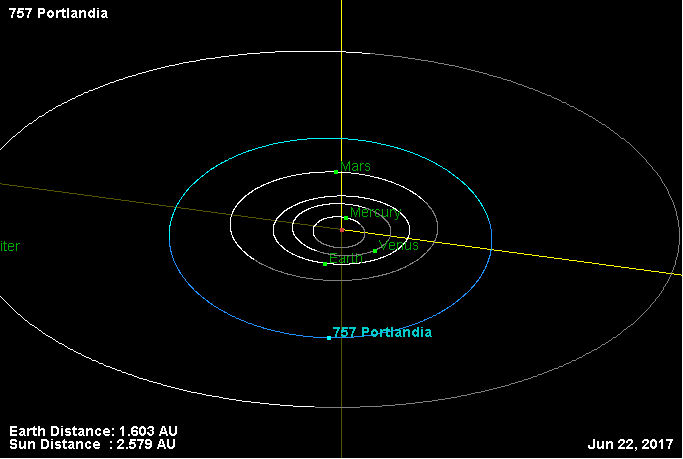
نمایی از محل قرارگیری سیارک ۷۵۷ در مدار – ۲۰۱۷

سیارک ۷۵۷ (به انگلیسی: 757 Portlandia، نامگذاری:1908EJ) هفتصد و پنجاه و هفتمین سیارک کشف شده‌است که در ۳۰ سپتامبر ۱۹۰۸ کشف شد.
قدر مطلق سیارک برابر ۱۰٫۲۰ است.